# Белокръста шама
Белокръста шама (Copsychus malabaricus) е вид птица от семейство Muscicapidae.

## Разпространение
Видът е разпространен в Бангладеш, Бутан, Бруней, Камбоджа, Китай, Индия, Индонезия, Лаос, Малайзия, Мианмар, Непал, Сингапур, Шри Ланка, Тайланд и Виетнам.